# Селджукски език
Селджукският е тюркски език или диалект.
Говорен е в Иран. Според международния стандарт ISO 639-3 представлява отделен език. Считан е от други за диалект на азербайджански език, вкл. от справочника Ethnologue, където е смятан за мъртъв към 2013 г.
Името на езика идва от селджукските турци, които внасят турските диалекти в Персия и Анадола.